# Ophiostoma multiannulatum
Ophiostoma multiannulatum är en svampart som först beskrevs av Hedgc. & R.W. Davidson, och fick sitt nu gällande namn av Hendr. 1937. Ophiostoma multiannulatum ingår i släktet Ophiostoma och familjen Ophiostomataceae.   Inga underarter finns listade i Catalogue of Life.